# Leesten

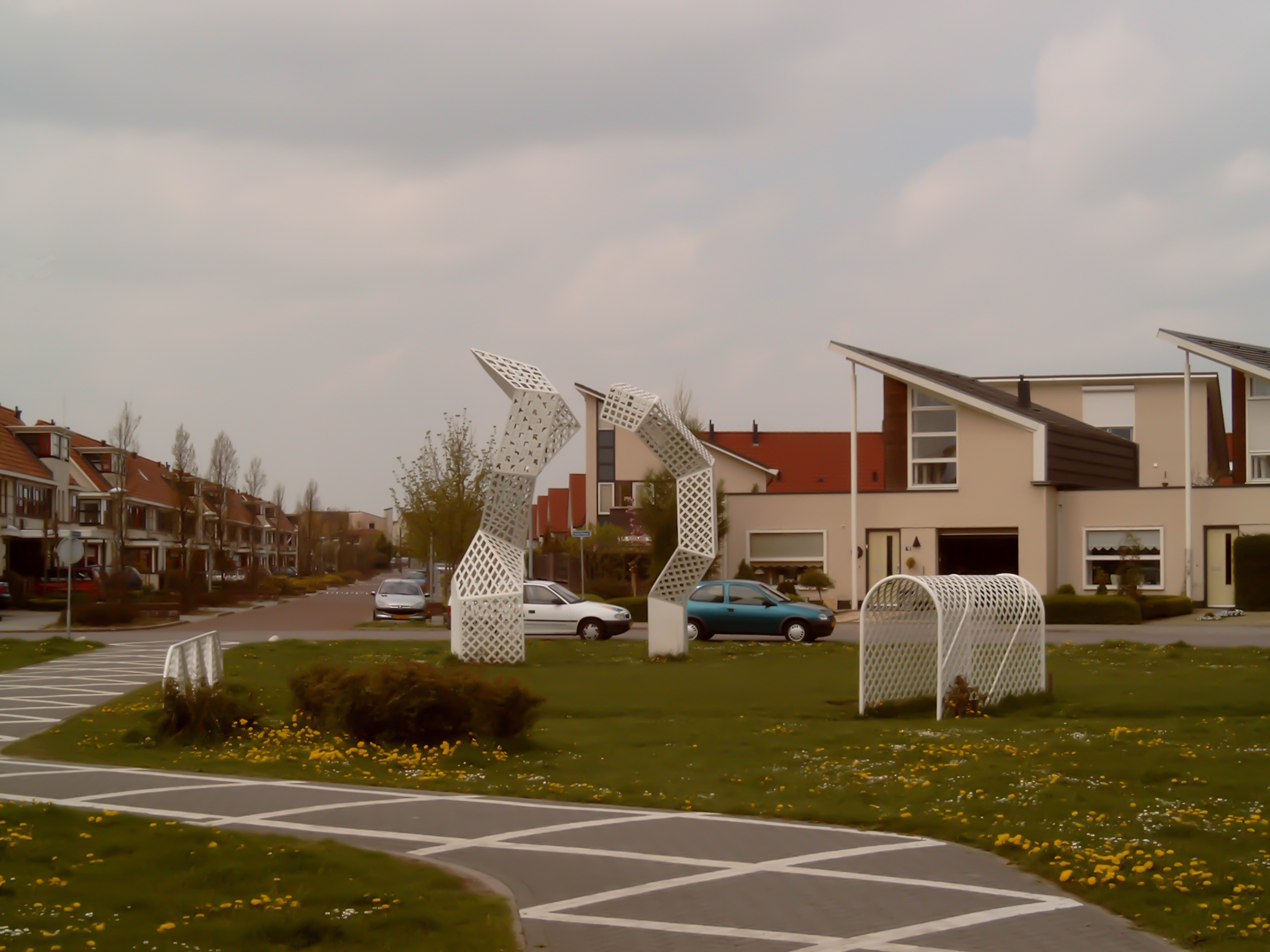
Leesten, straatzicht

Leesten is een wijk in het zuidoosten van Zutphen met circa 10.000 inwoners. De bouw van de wijk begon 1992 met het westelijk deel en is anno 2019 nog steeds gaande in het oostelijk deel, met een totaal van circa 3500 woningen. De wijk wordt van west naar oost gebouwd.
De wijk is officieel ingedeeld in Leesten-Oost en Leesten-West. Leesten-west is inmiddels klaar en bestaat uit de deelgebieden: Laaksche buurt, Ooyerhoek, de Enk en Eme. Leesten-Oost bestaat uit drie deelgebieden: Het Looër Broek, De Looër Enk en Het Looër Woud. Leesten-Oost is deels nog in ontwikkeling.
De wijk is vernoemd naar de buurtschap Leesten. De wijk is in het noordelijke deel van het buurtschapsgebied gebouwd. Leesten was oorspronkelijk een buurtschap van het dorp Warnsveld en vormde het zuidelijke buitengebied van dat dorp.
Ten zuiden van de wijk bevindt zich 't Meyerink, een in oorsprong 14e-eeuws rijksmonument.

## Voorzieningen
In Leesten zijn diverse voorzieningen, zoals multifunctioneel centrum De Mene, Skatepark De Canyon, een bouwmarkt, een winkelcentrum. De openbare basisschool Lea Dasberg verzorgt basisonderwijs en het Isendoorn College voortgezet onderwijs. Ook het regionaal ziekenhuis Gelre ziekenhuizen Zutphen ligt in de wijk. In 2013 is sportpark Het Meyerink geopend. Daar voetbalt FC Zutphen. Aan de Zuster Meyboomstraat is Huisartsenpraktijk Leesten te vinden. Het Middenhuis aan de Fie Carelsenlaan is een projecthuis en is bedoeld als werk- en ontmoetingsruimte.

## Bereikbaarheid
De wijk is ontworpen als autoluw en is zo ingedeeld dat ieder wijkdeel slechts een - of twee - in- en uitgangen heeft. Zo is het niet mogelijk om rechtstreeks van het ene naar het andere deel van Leesten te rijden, zonder eerst de wijk te verlaten naar de hoofdwegen. Overige doorgangen waren uitgerust met bussluizen of verzinkbare palen. De palen werden eind 2014 vervangen door borden met camera's.
Openbaar vervoer wordt verzorgd door Arriva met stadsbus 83 en streekbus 82 (Doetinchem - Zutphen). Tevens is er een buurtbus, lijn 193, naar Vierakker, Wichmond, Vorden, Kranenburg en Medler.
Per weg is de Ooyerhoek aangesloten op de N348, de Den Elterweg, en de overige wijken op de N314, de zuidelijke rondweg.